# Leiophron janus
Leiophron janus är en stekelart som beskrevs av Sergey A. Belokobylskij 2000. Leiophron janus ingår i släktet Leiophron och familjen bracksteklar. Inga underarter finns listade i Catalogue of Life.